# (20379) Christijohns
(20379) Christijohns (1998 KS47) – planetoida z grupy pasa głównego asteroid okrążająca Słońce w ciągu 4,33 lat w średniej odległości 2,66 j.a. Odkryta 22 maja 1998 roku.